# Bruno Tognolini
Bruno Tognolini (Càller, juny de 1951) és un escriptor en italià.

## Biografia
Tognolini estudia Medicina durant alguns anys a la Universitat de Càller, fins que l'any 1975 es trasllada a Bolònia, on encara viu, i es llicencia al DAMS (Disciplines de le Arts, de la Música i de l'Espectacle) a la Universitat de Filosofia i Lletres d'aquesta ciutat.
En la dècada del 1980-1990 es dedica a la dramatúrgia i diverses experiències teatrals.
El 1990 comença a treballar en programes infantils de la televisió. Durant quatre anys és guionista del programa de la RAI per a nens i nenes L'albero azzurro. El 1998 treballa per a MULTICLUB de RaiSat2, i des del 1999 és ideador i coautor del programa Melevisione.
Les seves novel·les, contes i poesies han estat publicades per prestigioses editorials italianes, com ara Salani, Giunti, Mondadori, Fatatrac, Carthusia, Artebambini, il Castoro, etc. L'any 1999 presenta el seu primer llibre per a tots els públics, Lilim del tramonto, traduït al català per Carles Sans i publicat per l'editorial Empúries el 2002 amb el títol de Lilim : Palestina quest dins la col·lecció El cercle màgic (ISBN 8475969569). En llengua castellana, el mateix any i amb el mateix títol, apareix a l'editorial Diagonal amb traducció d'Annabella Nucara (ISBN 8497620321)
Tognolini és autor de molts articles sobre poesia, narrativa, TV i comunicació amb infants i joves, publicats a revistes especialitzades del seu país i també als diaris.
Amb altres escriptors sards (Flavio Soriga, Giulio Angioni, Giorgio Todde i Marcello Fois) va fundar el Festival di Gavoi "L'isola delle storie".
L'any 2007 va rebre el Premi Andersen al millor escriptor italià de literatura infantil i juvenil. El 2011, amb el llibre Rime di Rabbia, va obtenir el Premi Especial del Jurat del Premi Andersen.